# Liste der Städte in Kansas

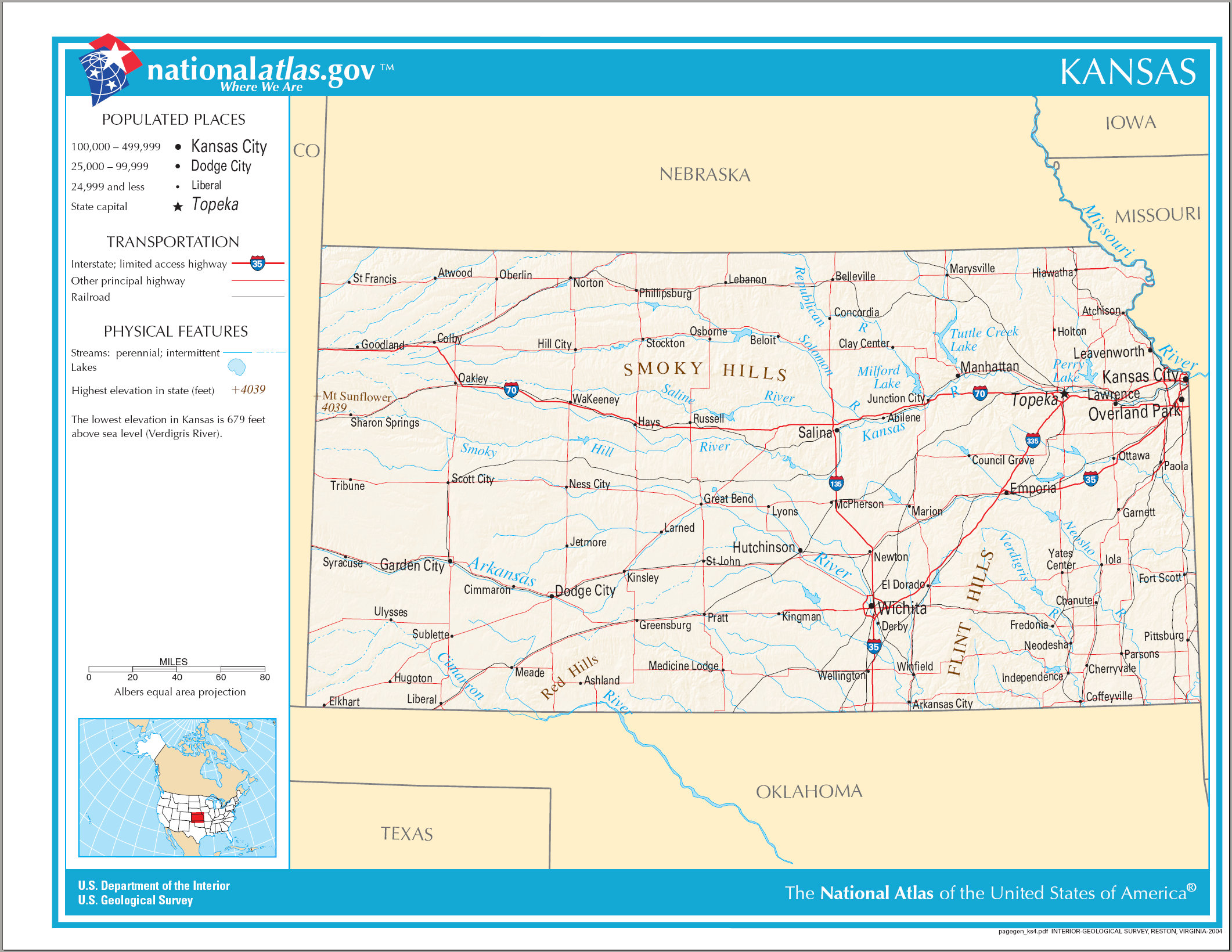
Karte von Kansas

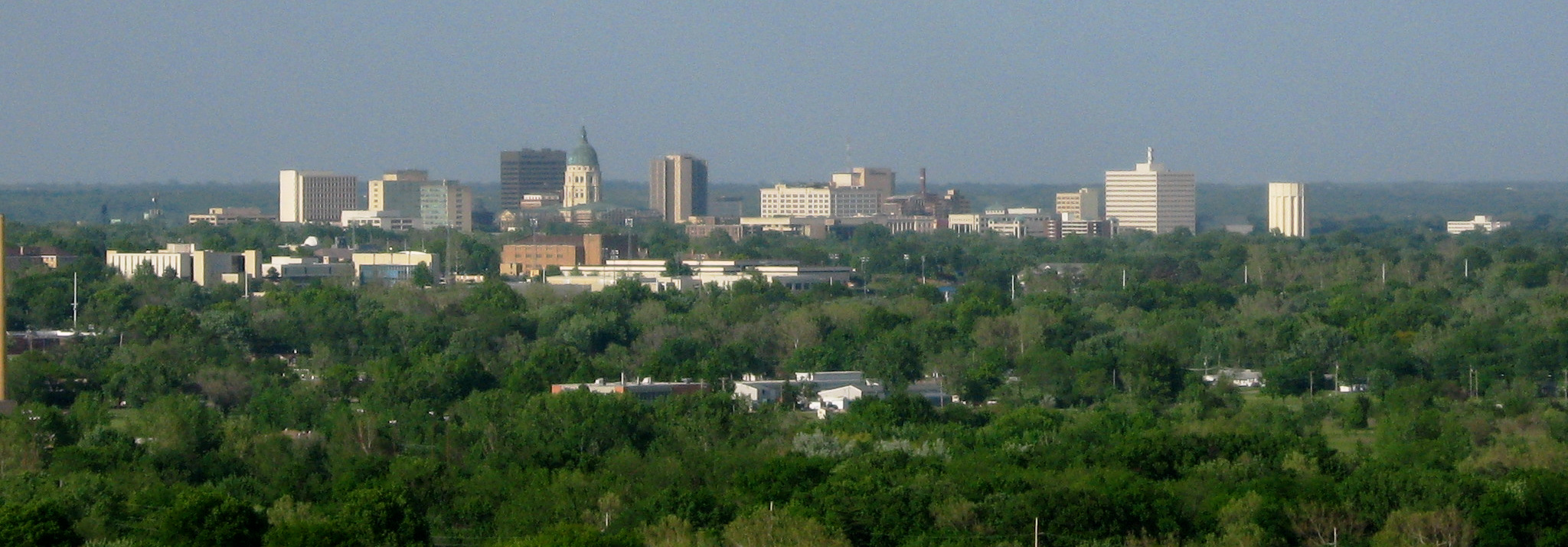
Kansas’ Hauptstadt Topeka

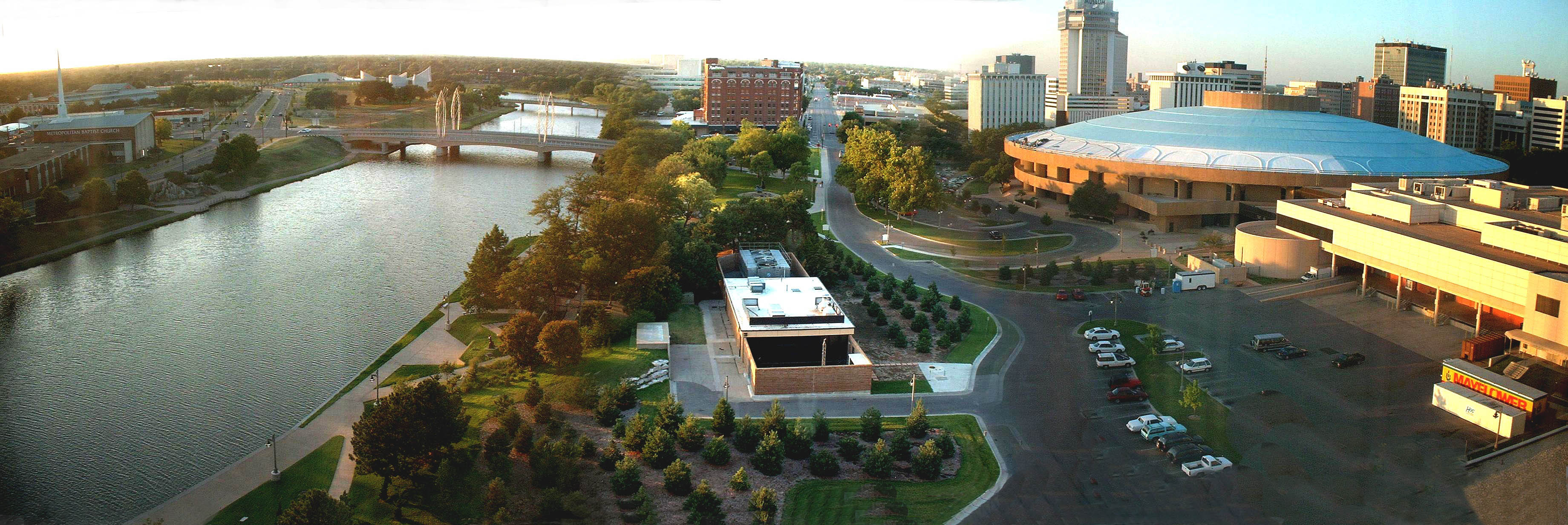
Wichita, die größte Stadt von Kansas

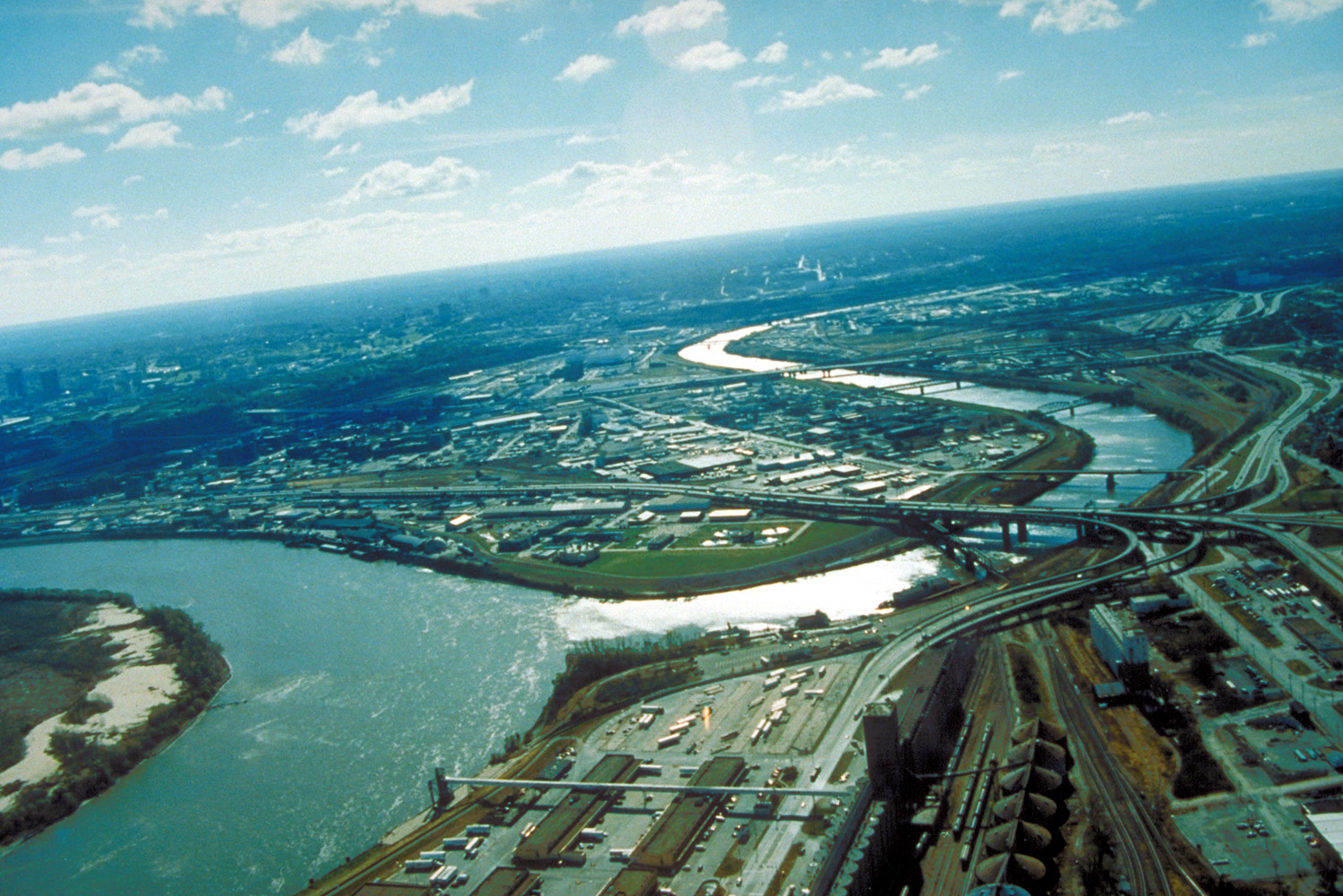
Kansas City

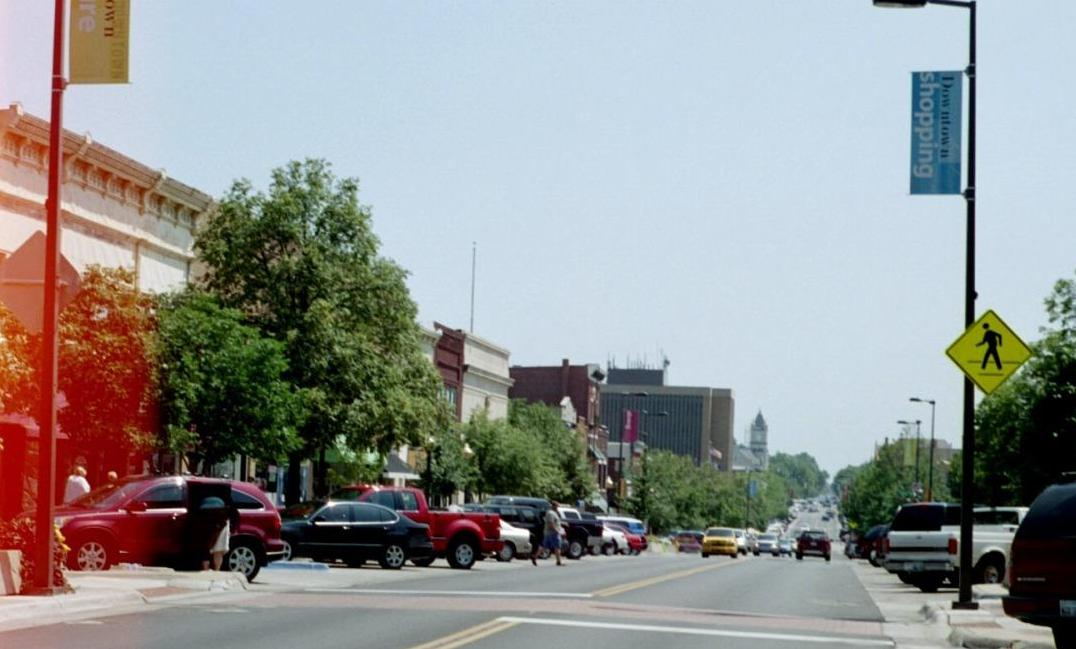
Lawrence

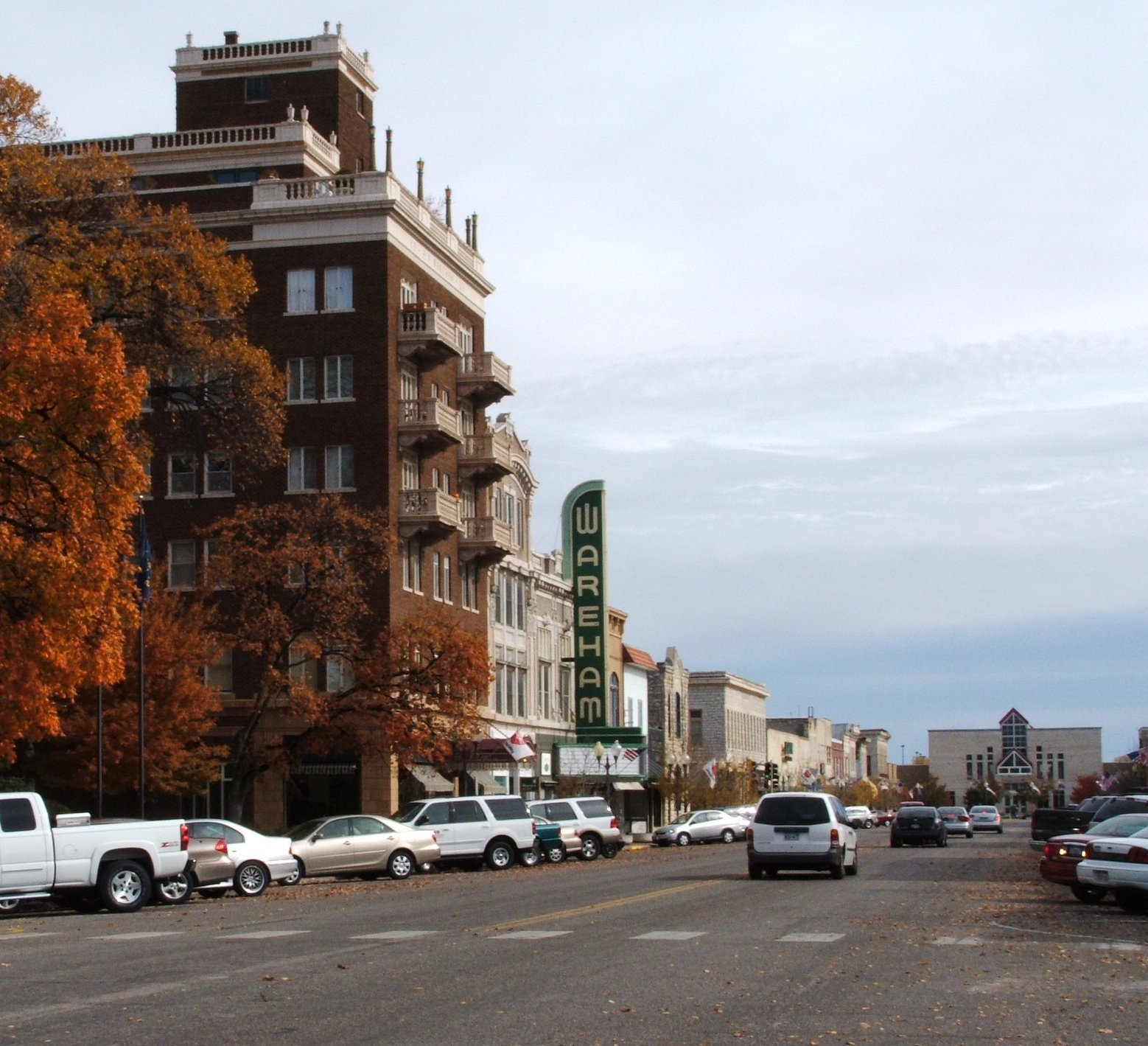
Manhattan

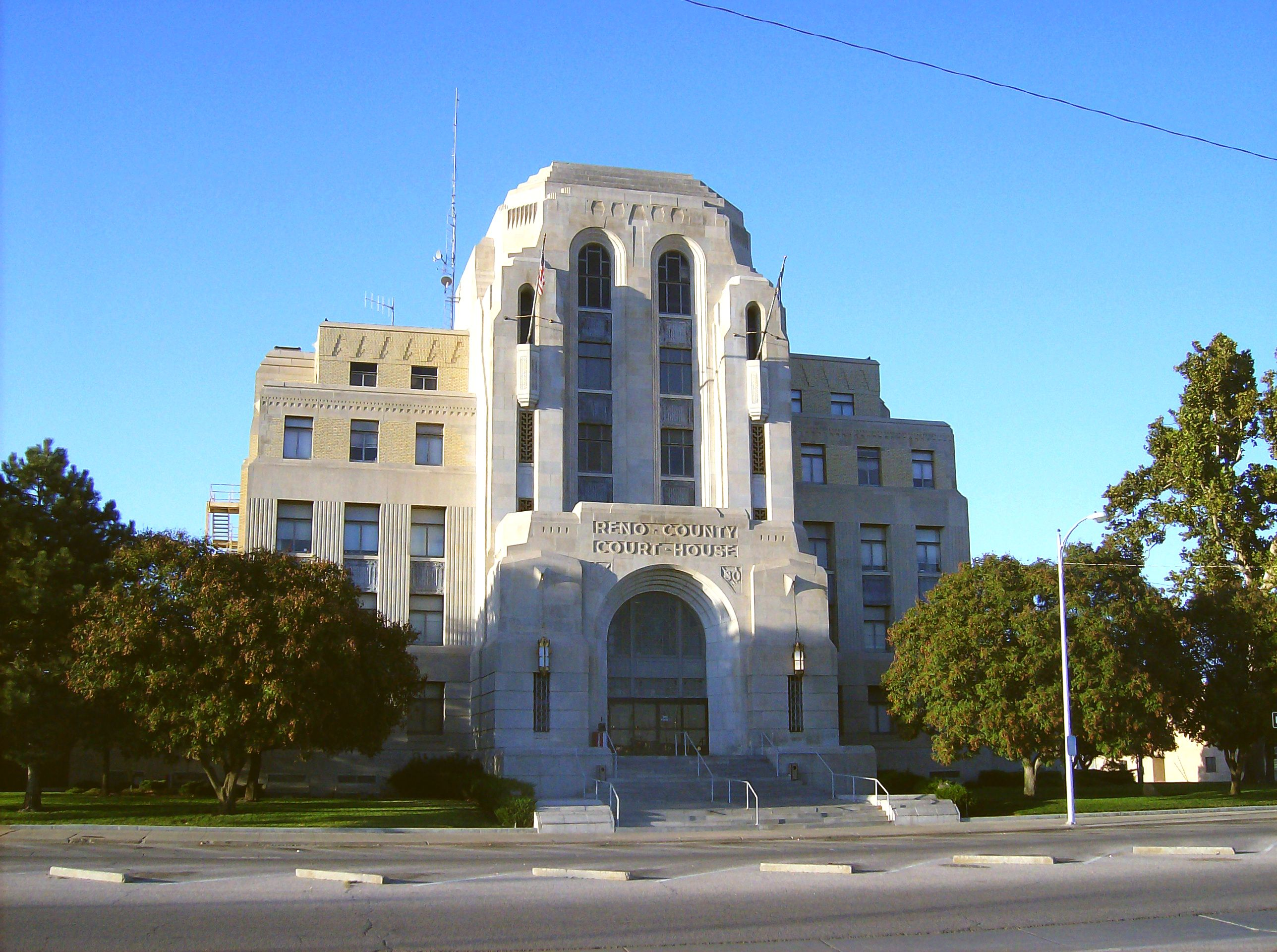
Hutchinson

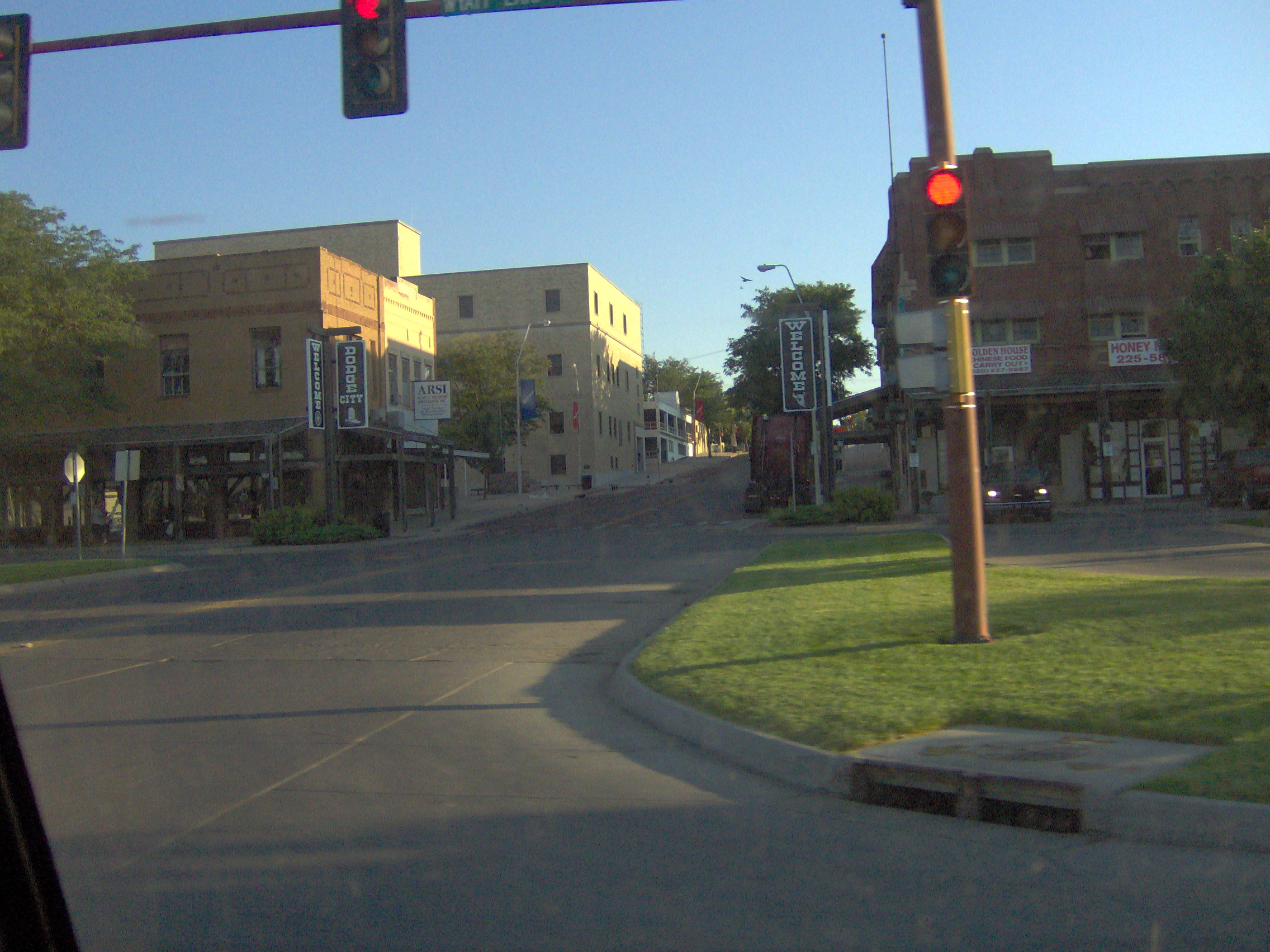
Dodge City

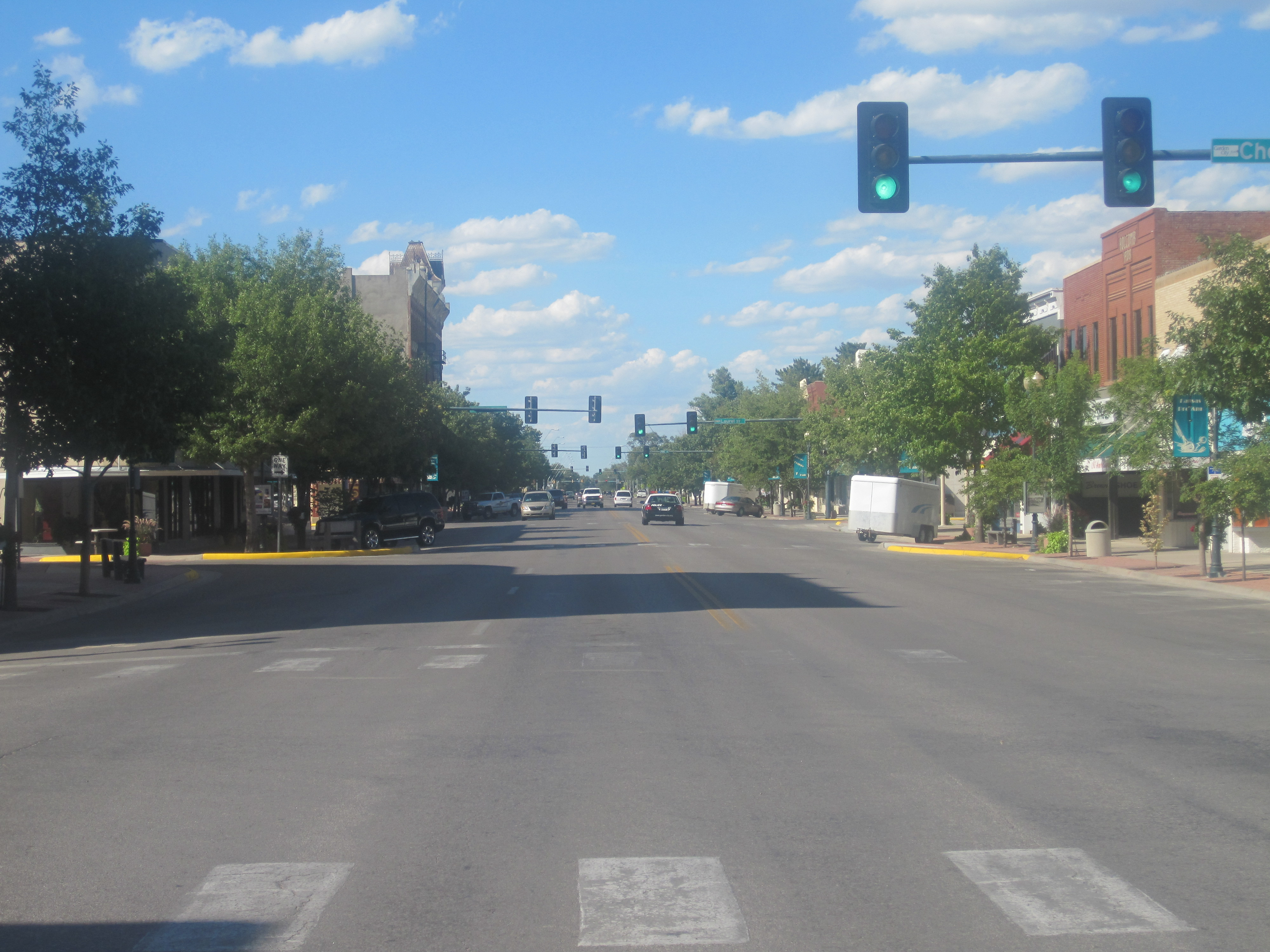
Garden City

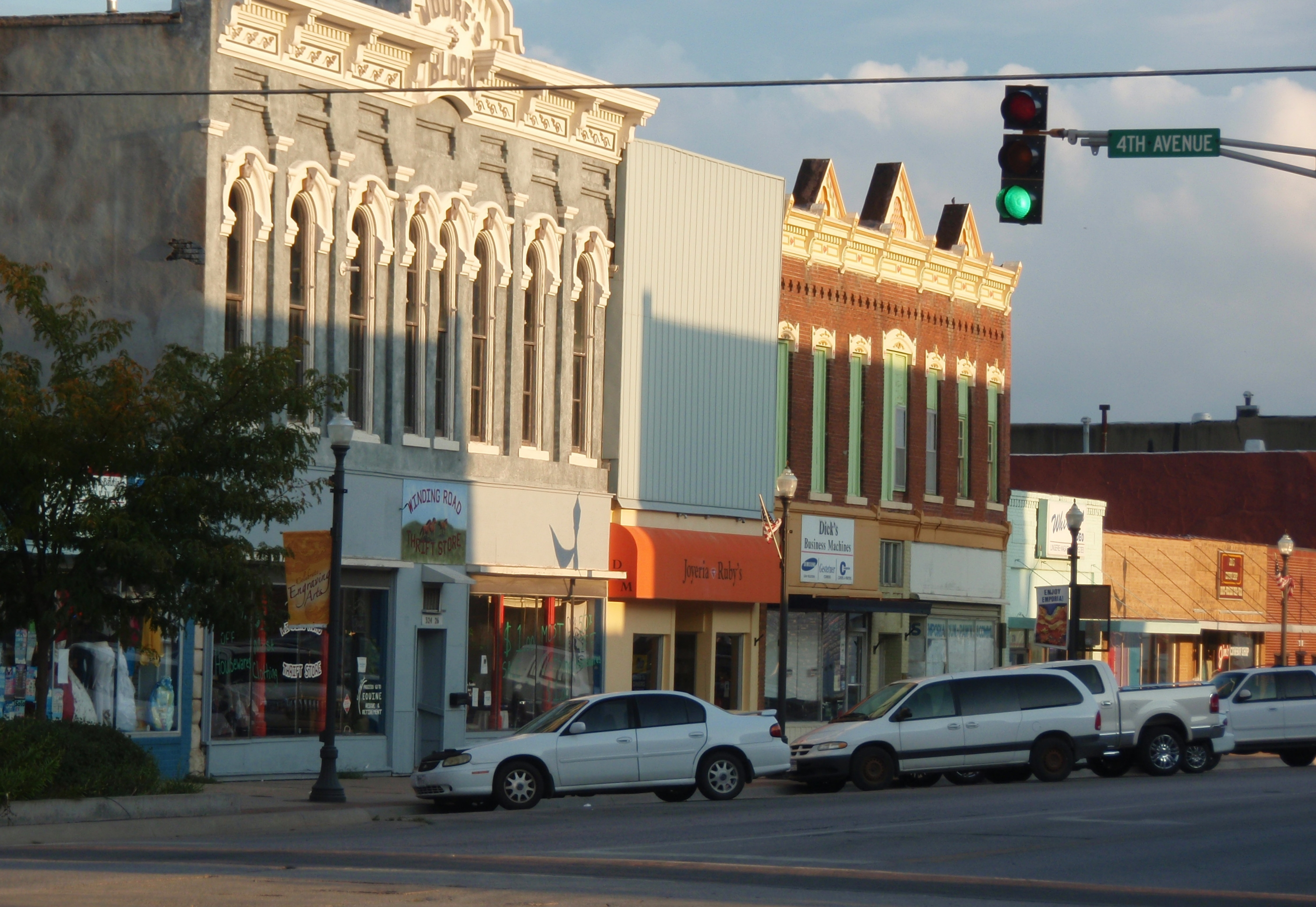
Emporia

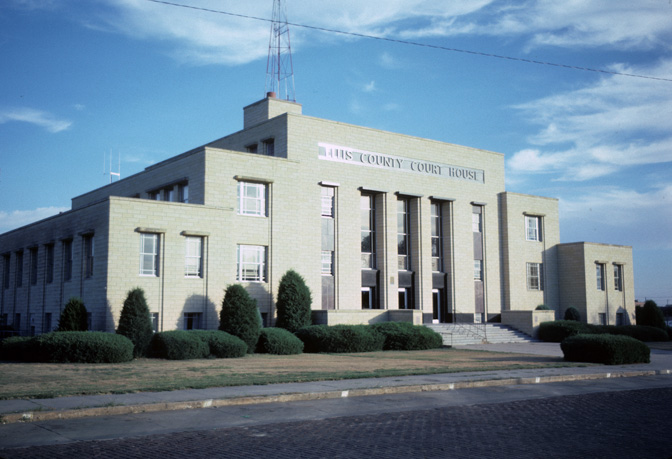
Hays

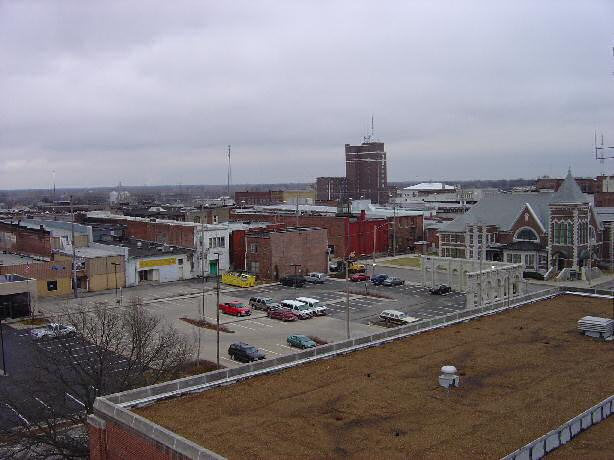
Pittsburg

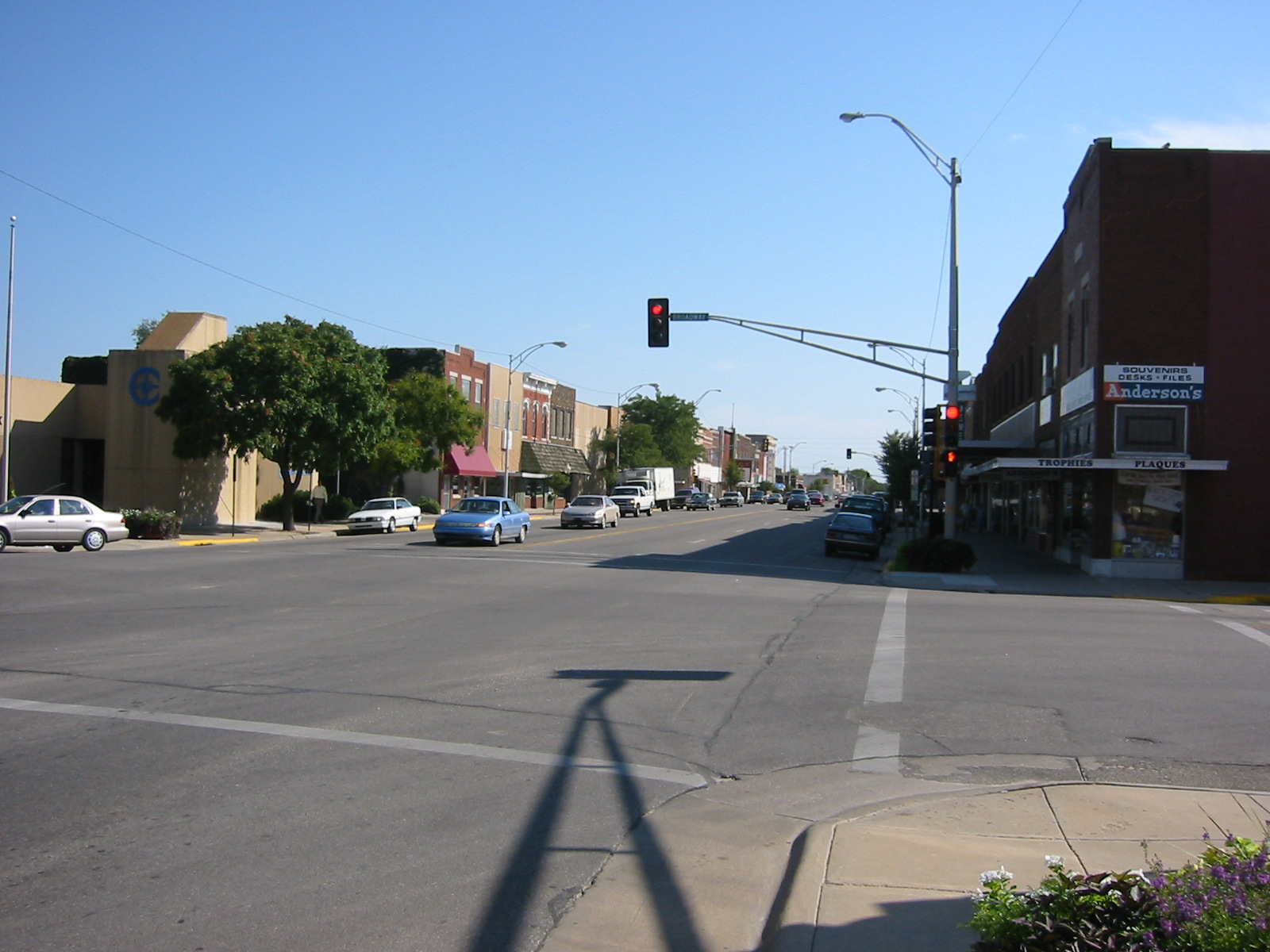
Newton

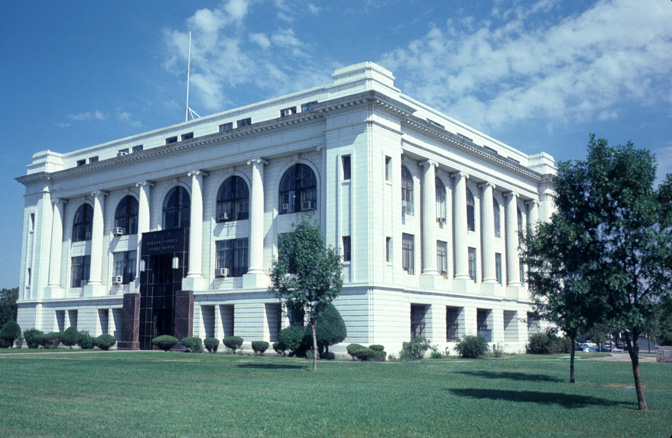
Great Bend

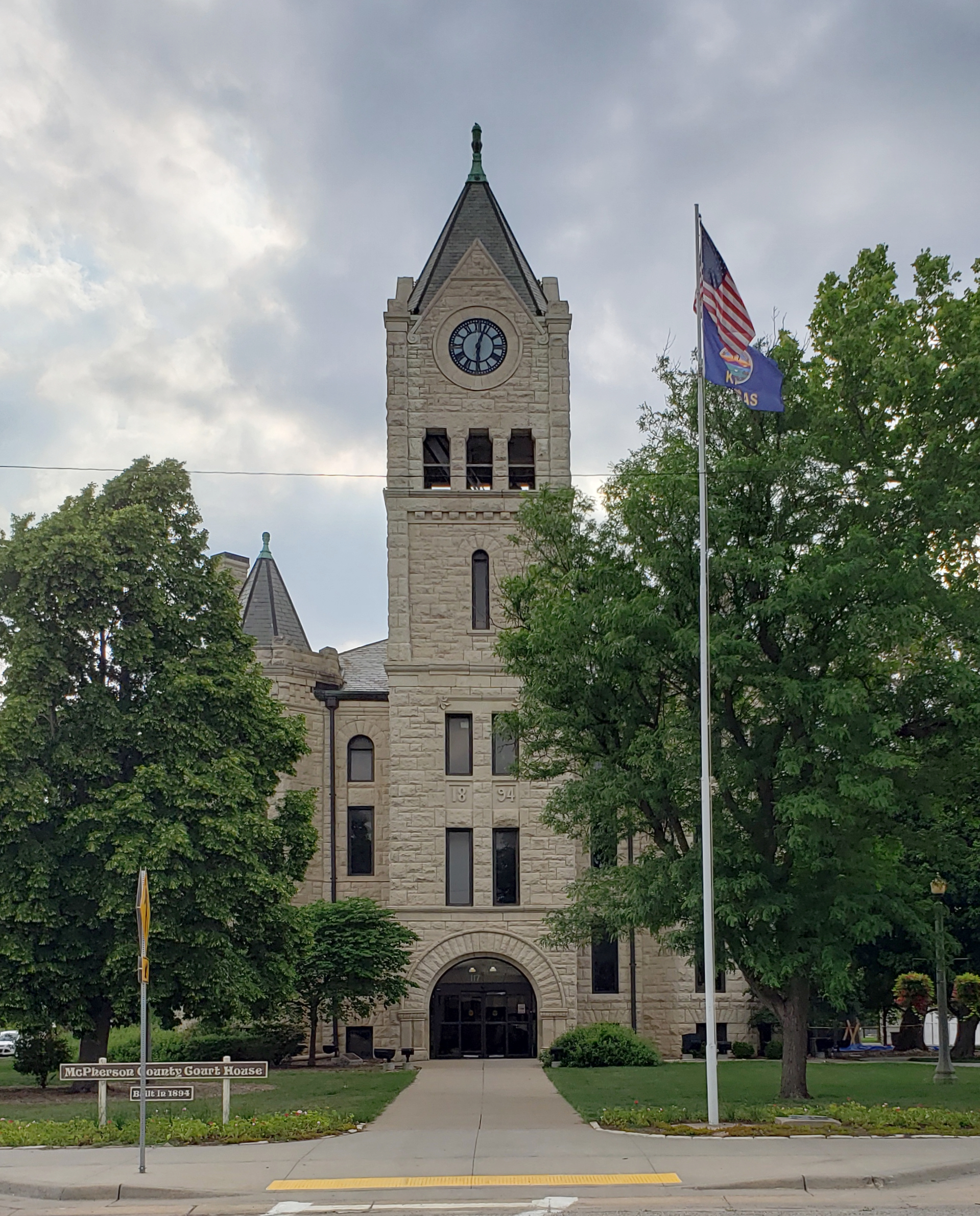
McPherson

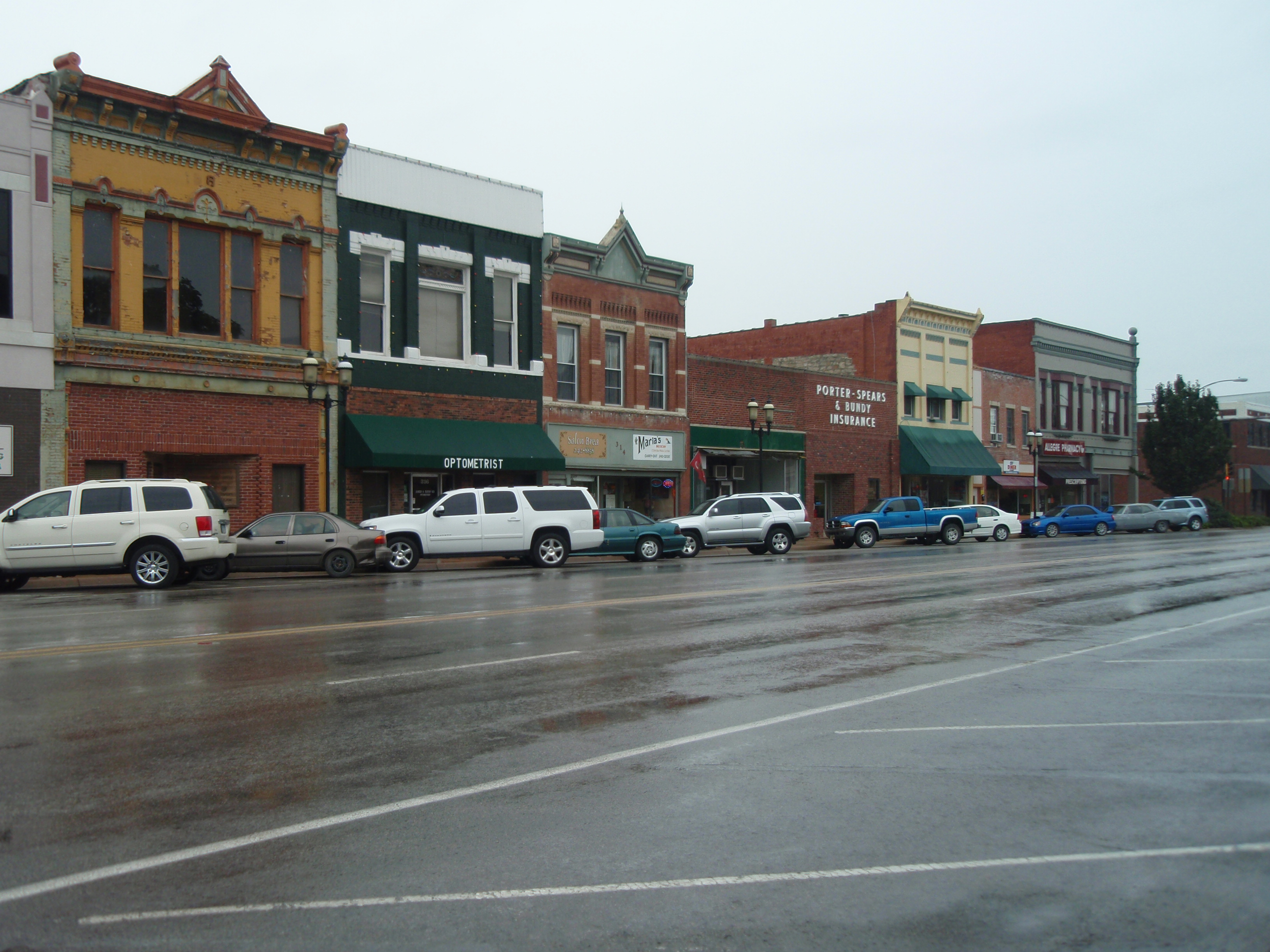
Ottawa

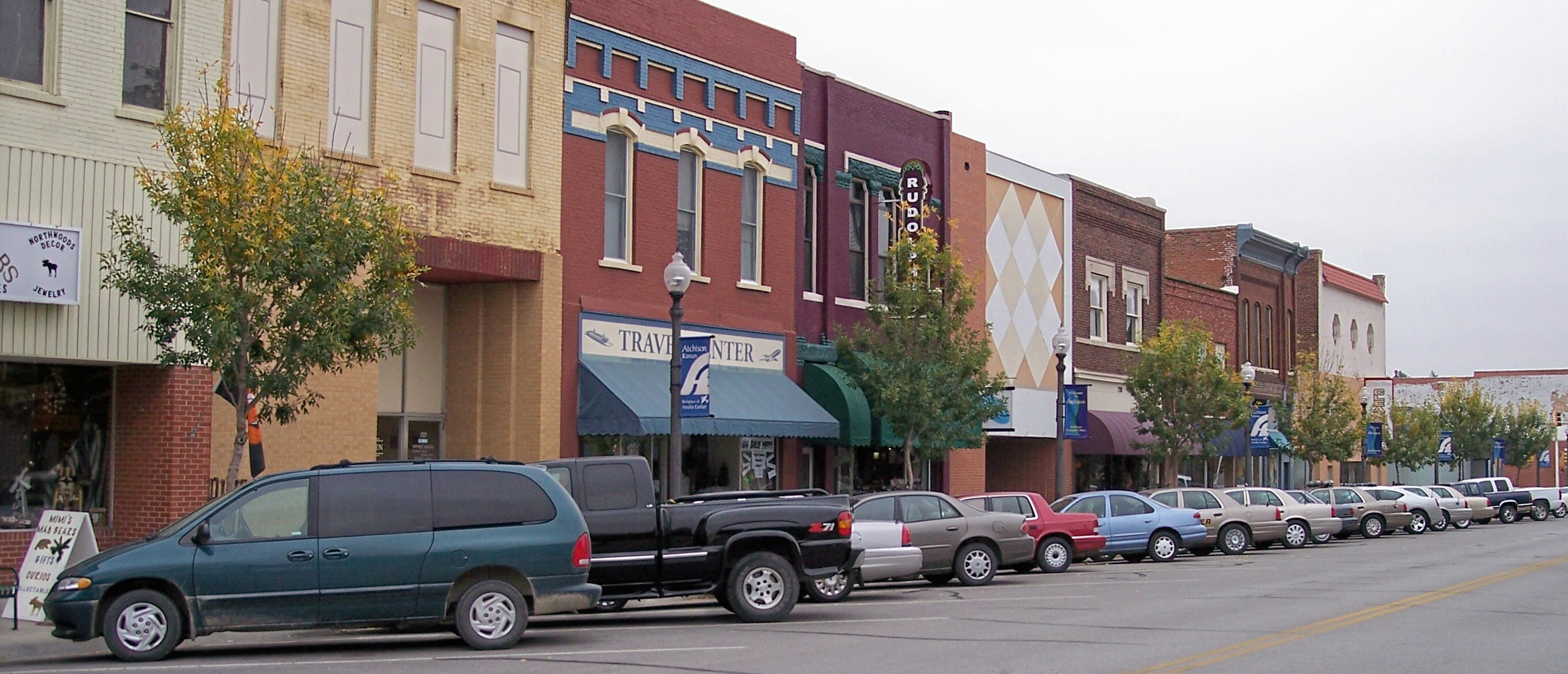
Atchison

Die folgende Liste zeigt alle Kommunen und Siedlungen im US-Bundesstaat Kansas. Sie enthält sowohl Citys (die einzige Form von selbstverwalteten Kommunen in Kansas) als auch Census-designated places (CDP).
Die obere Tabelle enthält die Siedlungen (ausnahmslos mit dem Status „City“), die bei der Volkszählung im Jahr 2020 mehr als 10.000 Einwohner hatten. Zum Vergleich sind auch die Daten der vorherigen Volkszählung im Jahr 2000 und 2010 aufgeführt. Die Rangfolge entspricht den Zahlen von 2020.
| Rang (2020) | Ort             | Einwohner 2020 | Einwohner 2010 | Einwohner 2000 | County(s)        |
| ----------- | --------------- | -------------- | -------------- | -------------- | ---------------- |
| 1           | Wichita         | 397.532        | 382.368        | 352.167        | Sedgwick         |
| 2           | Overland Park   | 197.238        | 173.372        | 150.506        | Johnson          |
| 3           | Kansas City     | 156.607        | 145.786        | 146.866        | Wyandotte        |
| 4           | Olathe          | 141.290        | 125.872        | 93.092         | Johnson          |
| 5           | Topeka          | 126.587        | 127.473        | 123.370        | Shawnee          |
| 6           | Lawrence        | 94.934         | 87.643         | 80.209         | Douglas          |
| 7           | Shawnee         | 67.311         | 62.209         | 47.996         | Johnson          |
| 8           | Lenexa          | 57.434         | 48.190         | 40.236         | Johnson          |
| 9           | Manhattan       | 54.100         | 52.281         | 45.656         | Riley            |
| 10          | Salina          | 46.889         | 47.707         | 45.745         | Saline           |
| 11          | Hutchinson      | 40.006         | 42.080         | 41.904         | Reno             |
| 12          | Leavenworth     | 37.351         | 35.251         | 35.465         | Leavenworth      |
| 13          | Leawood         | 33.902         | 31.867         | 27.665         | Johnson          |
| 14          | Garden City     | 28.151         | 26.658         | 28.496         | Finney           |
| 15          | Dodge City      | 27.788         | 27.340         | 25.162         | Ford             |
| 16          | Derby           | 25.625         | 22.158         | 18.295         | Sedgwick         |
| 17          | Emporia         | 24.139         | 24.916         | 26.819         | Lyon             |
| 18          | Gardner         | 23.287         | 19.123         | 9.563          | Johnson          |
| 19          | Prairie Village | 22.957         | 21.447         | 22.072         | Johnson          |
| 20          | Junction City   | 22.932         | 23.353         | 18.908         | Geary            |
| 21          | Hays            | 21.116         | 20.510         | 20.076         | Ellis            |
| 22          | Pittsburg       | 20.646         | 20.233         | 19.266         | Crawford         |
| 23          | Liberal         | 19.825         | 20.525         | 19.678         | Seward           |
| 24          | Newton          | 18.602         | 19.132         | 17.771         | Harvey           |
| 25          | Andover         | 14.892         | 11.791         | 7.002          | Butler, Sedgwick |
| 26          | Great Bend      | 14.733         | 15.995         | 15.347         | Barton           |
| 27          | McPherson       | 14.082         | 13.155         | 13.793         | McPherson        |
| 28          | El Dorado       | 12.870         | 13.021         | 12.842         | Butler           |
| 29          | Ottawa          | 12.625         | 12.649         | 11.966         | Franklin         |
| 30          | Arkansas City   | 11.974         | 12.415         | 12.004         | Cowley           |
| 31          | Winfield        | 11.777         | 12.301         | 12.206         | Cowley           |
| 32          | Haysville       | 11.262         | 10.826         | 8.636          | Sedgwick         |
| 33          | Lansing         | 11.239         | 11.265         | 9.631          | Leavenworth      |
| 34          | Merriam         | 11.098         | 11.003         | 11.008         | Johnson          |
| 35          | Atchison        | 10.885         | 11.021         | 10.684         | Atchison         |

Weitere Siedlungen (Citys und CDPs) in alphabetischer Reihenfolge:
| - Abbyville - Abilene - Admire - Agenda - Agra - Albert - Alden - Alexander - Allen - Alma - Almena - Altamont - Alta Vista - Alton - Altoona - Americus - Andale - Anthony - Arcadia - Argonia - Arlington - Arma - Ashland - Assaria - Athol - Atlanta - Attica - Atwood - Auburn - Augusta - Aurora - Axtell - Baldwin City - Barnard - Barnes - Bartlett - Basehor - Bassett - Baxter Springs - Bazine - Beattie - Bel Aire - Belle Plaine - Belleville - Beloit - Belpre - Belvue - Benedict - Bennington - Bentley - Benton - Bern - Beverly - Bird City - Bison - Blue Mound - Blue Rapids - Bluff City - Bogue - Bonner Springs - Brewster - Bronson - Brookville - Brownell - Bucklin - Buffalo - Buhler - Bunker Hill - Burden - Burdett - Burlingame - Burlington - Burns - Burr Oak - Burrton - Bushong - Bushton - Byers - Caldwell - Cambridge - Caney - Canton - Carbondale - Carlton - Cassoday - Cawker City - Cedar - Cedar Point - Cedar Vale - Centralia - Chanute - Chapman - Chase - Chautauqua - Cheney - Cherokee - Cherryvale - Chetopa - Chicopee - Cimarron - Circleville - Claflin - Clay Center - Clayton - Clearwater - Clifton - Climax - Clyde - Coats - Coffeyville - Colby - Coldwater - Collyer - Colony - Columbus - Colwich - Concordia - Conway Springs - Coolidge - Copeland - Corning - Cottonwood Falls - Council Grove - Countryside - Courtland - Coyville - Cuba - Cullison - Culver - Cunningham - Damar - Danville - Dearing - Deerfield - Delia - Delphos - Denison - Denton - De Soto - Dexter - Dighton - Dorrance - Douglass - Downs - Dresden - Dunlap - Durham - Dwight - Earlton - Eastborough - Easton - Edgerton | - Edmond - Edna - Edwardsville - Effingham - Elbing - Elgin - Elk City - Elk Falls - Elkhart - Ellinwood - Ellis - Ellsworth - Elmdale - Elsmore - Elwood - Emmett - Englewood - Ensign - Enterprise - Erie - Esbon - Eskridge - Eudora - Eureka - Everest - Fairview - Fairway - Fall River - Florence - Fontana - Ford - Formoso - Fort Riley - Fort Scott - Fowler - Frankfort - Franklin - Frederick - Fredonia - Freeport - Frontenac - Fulton - Galatia - Galena - Galesburg - Galva - Garden Plain - Garfield - Garnett - Gas - Gaylord - Gem - Geneseo - Geuda Springs - Girard - Glade - Glasco - Glen Elder - Goddard - Goessel - Goff - Goodland - Gorham - Gove City - Grainfield - Grandview Plaza - Greeley - Green - Greenleaf - Greensburg - Grenola - Gridley - Grinnell - Gypsum - Haddam - Halstead - Hamilton - Hamlin - Hanover - Hanston - Hardtner - Harper - Hartford - Harveyville - Havana - Haven - Havensville - Haviland - Hazelton - Hepler - Herington - Herndon - Hesston - Hiawatha - Highland - Hill City - Hillsboro - Hoisington - Holcomb - Hollenberg - Holton - Holyrood - Hope - Horace - Horton - Howard - Hoxie - Hoyt - Hudson - Hugoton - Humboldt - Hunnewell - Hunter - Huron - Independence - Ingalls - Inman - Iola - Isabel - Iuka - Jamestown - Jennings - Jetmore - Jewell - Johnson City - Kanopolis - Kanorado - Kechi - Kensington - Kincaid - Kingman - Kinsley - Kiowa - Kirwin - Kismet - Labette - La Crosse - La Cygne - La Harpe - Lake Quivira - Lakin - Lancaster - Lane - Langdon - Larned - Latham - Latimer - Lebanon - Lebo - Lecompton - Lehigh - Lenora | - Leon - Leona - Leonardville - Leoti - Le Roy - Lewis - Liberty - Liebenthal - Lincoln Center - Lincolnville - Lindsborg - Linn - Linn Valley - Linwood - Little River - Logan - Lone Elm - Longford - Long Island - Longton - Lorraine - Lost Springs - Louisburg - Louisville - Lowell - Lucas - Luray - Lyndon - Lyons - McCracken - McCune - McDonald - McFarland - Macksville - McLouth - Madison - Mahaska - Maize - Manchester - Mankato - Manter - Maple Hill - Mapleton - Marion - Marquette - Marysville - Matfield Green - Mayetta - Mayfield - Meade - Medicine Lodge - Melvern - Menlo - Meriden - Milan - Mildred - Milford - Miltonvale - Minneapolis - Minneola - Mission - Mission Hills - Mission Woods - Moline - Montezuma - Moran - Morganville - Morland - Morrill - Morrowville - Moscow - Mound City - Moundridge - Mound Valley - Mount Hope - Mulberry - Mullinville - Mulvane - Munden - Muscotah - Narka - Nashville - Natoma - Neodesha - Neosho Falls - Neosho Rapids - Ness City - Netawaka - New Albany - New Cambria - New Strawn - Nickerson - Niotaze - Norcatur - North Newton - Norton - Nortonville - Norwich - Oak Hill - Oaklawn - Sunview - Oakley - Oberlin - Offerle - Ogden - Oketo - Olivet - Olmitz - Olpe - Olsburg - Onaga - Oneida - Osage City - Osawatomie - Osborne - Oskaloosa - Oswego - Otis - Overbrook - Oxford - Ozawkie - Palco - Palmer - Paola - Paradise - Park - Park City - Parker - Parkerville - Parsons - Partridge - Pawnee Rock - Paxico - Peabody - Penalosa - Perry - Peru - Phillipsburg - Plains - Plainville - Pleasanton - Plevna - Pomona - Portis - Potwin - Powhattan - Prairie View - Pratt - Prescott - Preston - Pretty Prairie - Princeton - Protection | - Quenemo - Quinter - Radium - Ramona - Randall - Randolph - Ransom - Rantoul - Raymond - Reading - Redfield - Republic - Reserve - Rexford - Richfield - Richmond - Riley - Riverton - Robinson - Roeland Park - Rolla - Rose Hill - Roseland - Rossville - Rozel - Rush Center - Russell - Russell Springs - Sabetha - St. Francis - St. George - St. John - St. Marys - St. Paul - Satanta - Savonburg - Sawyer - Scammon - Scandia - Schoenchen - Scott City - Scottsville - Scranton - Sedan - Sedgwick - Selden - Seneca - Severance - Severy - Seward - Sharon - Sharon Springs - Silver Lake - Simpson - Smith Center - Smolan - Soldier - Solomon - South Haven - South Hutchinson - Spearville - Speed - Spivey - Spring Hill - Stafford - Stark - Sterling - Stockton - Strong City - Stuttgart - Sublette - Summerfield - Sun City - Susank - Sylvan Grove - Sylvia - Syracuse - Tampa - Tescott - Thayer - Timken - Tipton - Tonganoxie - Toronto - Towanda - Treece - Tribune - Troy - Turon - Tyro - Udall - Ulysses - Uniontown - Utica - Valley Center - Valley Falls - Vassar - Vermillion - Victoria - Vining - Viola - Virgil - WaKeeney - Wakefield - Waldo - Waldron - Wallace - Walnut - Walton - Wamego - Washington - Waterville - Wathena - Waverly - Webber - Weir - Wellington - Wellsville - West Mineral - Westmoreland - Westphalia - Westwood - Westwood Hills - Wetmore - Wheaton - White City - White Cloud - Whitewater - Whiting - Willard - Williamsburg - Willis - Willowbrook - Wilmore - Wilroads Gardens - Wilsey - Wilson - Winchester - Windthorst - Windom - Winona - Woodbine - Woodston - Yates Center - Yoder - Zenda - Zurich |